# Antoine Grimaldi (1697-1784)
 (novembre 2009).
Si vous disposez d'ouvrages ou d'articles de référence ou si vous connaissez des sites web de qualité traitant du thème abordé ici, merci de compléter l'article en donnant les références utiles à sa vérifiabilité et en les liant à la section « Notes et références ».
Pour les articles homonymes, voir Antoine de Monaco et Antoine Grimaldi.
Ne doit pas être confondu avec Antoine de Monaco (règne en 1352-1357), Antoine Grimaldi de Monaco, Antoine de Monaco, Antoine Grimaldi (mort en 1358) ou Antonio Grimaldi Cebà.
Antoine Grimaldi, chevalier [de] Grimaldi, baptisé en l'église Saint-Roch à Paris le 2 octobre 1697 et mort le à Monaco le 28 novembre 1784 est le fils naturel d'Antoine Ier de Monaco et de la danseuse Élisabeth Dufort (dite Babé) ; il fut reconnu par son père en 1715 et mourut sans alliance.

## Biographie
Le chevalier de Grimaldi devint gouverneur général de la principauté de Monaco le 20 mai 1732 lorsque son beau-frère Jacques Ier et son jeune neveu (proclamé prince Honoré III en 1734) s'installèrent en leur hôtel Matignon à Paris et le resta jusqu'à sa mort en 1784 (Honoré III avait alors 64 ans).
On eut qu'à se louer de ce gouvernement d'un demi-siècle. Il maintint par exemple la neutralité de la Principauté durant la guerre de Succession d'Autriche (1740-1748).
Ses restes reposent depuis 1966 dans l'abside de la cathédrale de Monaco.

## Armoiries
| Blason | Blasonnement : Fuselé d'argent et de gueules. |